# Galahad

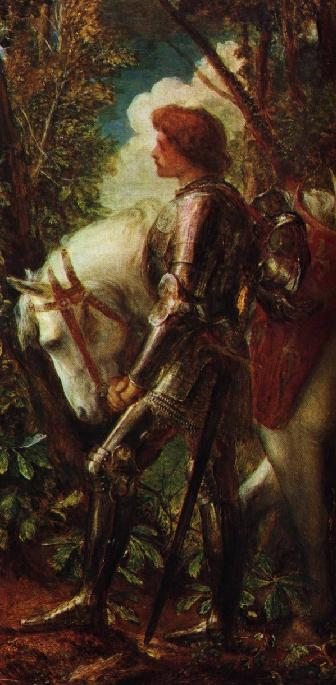
Sir Galahad được vẽ theo tưởng tượng của George Frederick Watts (1817–1904).

Sir Galahad là danh xưng của một nhân vật trong hội Bàn Tròn của vua Arthur. Ông là con ngoài giá thú của ngài Lancelot và Elaine of Corbenic, và nổi tiếng với lòng dũng cảm và tính cách thuần khiết của mình.